# Gas Engine & Power Company

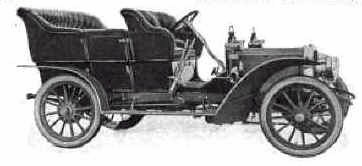
Speedway von 1905

Gas Engine & Power Company war ein US-amerikanischer Hersteller von Motoren und Automobilen.

## Unternehmensgeschichte
F. W. Ofeldt gründete das Unternehmen. Der Sitz war in Morris Heights, einem Gebiet in der Bronx im US-Bundesstaat New York. Hauptsächlich stellte es Motoren her. 1904 begann die Produktion von Automobilen. Der Markenname lautete Speedway. Konstrukteur war Budd D. Gray. Die Charles L. Seabury & Company war an der Herstellung beteiligt. 1905 endete die Kraftfahrzeugproduktion. In dem Jahr trat W. S. Howard in das Unternehmen ein.
Etwa 1908 kam es zur Fusion mit Charles L. Seabury & Company zu Gas Engine & Power Company & Charles L. Seabury Company.

## Produkte
Motoren wurden an die Howard Automobile Company geliefert.
Im Angebot stand nur ein Pkw-Modell. Es hatte einen Vierzylindermotor mit 28 PS Leistung. Die Motorleistung wurde über eine Kardanwelle an die Hinterachse übertragen. Das Fahrgestell hatte 274 cm Radstand. Der Aufbau war ein Tonneau mit seitlichen Türen und Platz für fünf Personen. Der Neupreis betrug 4700 US-Dollar. Eine Quelle bezeichnet diesen Preis als außergewöhnlich hoch.